# Peter Hall (director)
Peter Reginald Frederick Hall, o Peter Hall, CBE (Suffolk, 22 de novembre de 1930 — Londres, 11 de setembre de 2017) va ser un director de cinema, teatre i televisió anglès. A més, va ser director artístic de la Royal Shakespeare Company (1960 — 1968) i del Royal National Theatre (1973 — 1988). Així mateix, va destacar com a defensor del subsidi públic a les arts a la Gran Bretanya.